# Бондарівська сільська рада (Кременчуцький район)
Бондарівська сільська рада — колишній орган місцевого самоврядування у Кременчуцькому районі Полтавської області з центром у селі Бондарі.

## Населені пункти
1. с. Бондарі
2. с. Василенки
3. с. Заруддя
4. с. Остапці
5. с. Ревівка

## Історія
Бондарівська сільська рада разом з Новогалещинською селищною ради Козельщинського району
19 вересня 2016 року утворили шляхом об'єднання Новогалещинську ОТГ Козельщинського району

## Влада
Загальний склад ради — 16
Сільські голови
- Заїченко Леонід Іванович

31.10.2010 — зараз
26.10.2006 — 31.10.2010